# Tatranský tygr

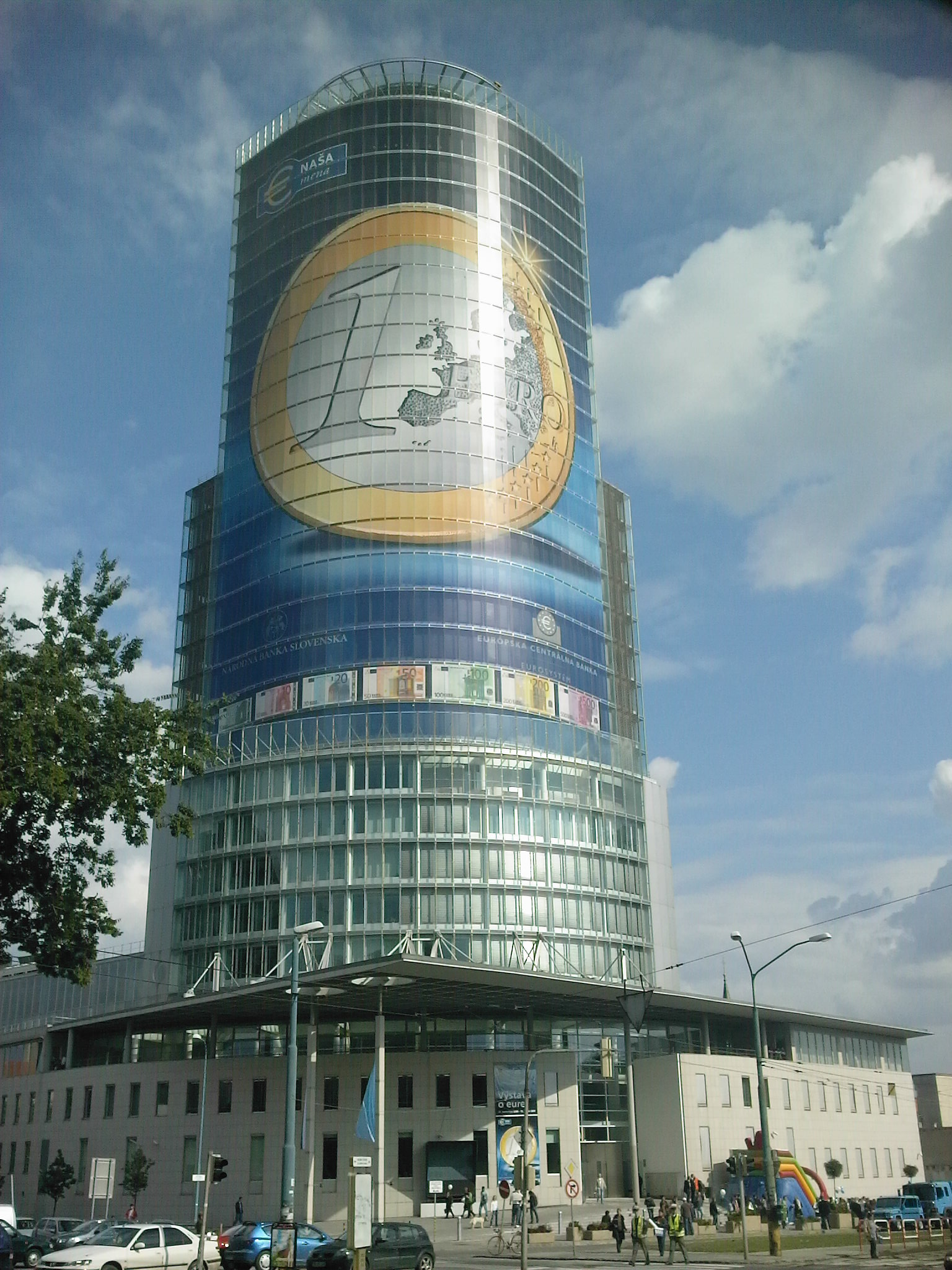
Slovenská národní banka.

Tatranský tygr (slovensky tatranský tiger, angl. Tatra Tiger) je mediální přezdívka, kterou si Slovensko vysloužilo rychlým růstem své ekonomiky od roku 2002 do roku 2007, v možné souvislosti s reformami středo-pravicové vlády.
Vlastní pojem tatranský tygr byl v i době ekonomického růstu Slovenska zpochybňován a někdy i zesměšňován, protože navzdory příznivým ekonomickým ukazatelům (zejména rychlý růstu HDP a pokles veřejného dluhu Slovenska) životní úroveň většiny obyvatelstva se nezlepšovala a nezaměstnanost klesala zejména v důsledku odchodu statisíců Slováků za prací do zahraničí.
V době světové finanční krize, od roku 2008, se dynamika růstu slovenského HDP výrazně snížila a Slovensko začalo podle ekonomických ukazatelů zaostávat nejen v evropském průměru, ale také mezi zeměmi V4. Někteří kritici tento propad přičítali sociální politice vlády Roberta Fica. A přestože v některých ukazatelích později nastalo určité zlepšení, například za českou ekonomikou Slovensko stále více zaostává, rychleji se zadlužuje a má trvale vyšší nezaměstnanost.

## Ekonomické ukazatele

### Růst HDP
| 2000            | 2001 | 2002 | 2003 | 2004 | 2005 | 2006 | 2007  | 2008 | 2009  | 2010 | 2011 | 2012 | 2013 | 2014 |
| --------------- | ---- | ---- | ---- | ---- | ---- | ---- | ----- | ---- | ----- | ---- | ---- | ---- | ---- | ---- |
| 1.4%            | 3.5% | 4.6% | 5.4% | 5.4% | 6.4% | 8.5% | 10.8% | 5.7% | -5.5% | 5.1% | 2.8% | 1.5% | 1.4% | 2.5% |
| Údaje Eurostatu |      |      |      |      |      |      |       |      |       |      |      |      |      |      |

### HDP na hlavu
HDP v mezinárodních dolarech, přepočteno na paritu kupní síly.
| 2000                               | 2001         | 2002         | 2003         | 2004         | 2005         | 2006         | 2007         | 2008         | 2009         | 2010         | 2011         | 2012   | 2013   |
| ---------------------------------- | ------------ | ------------ | ------------ | ------------ | ------------ | ------------ | ------------ | ------------ | ------------ | ------------ | ------------ | ------ | ------ |
| 11,237 (50%)                       | 11,944 (52%) | 12,693 (54%) | 13,576 (55%) | 14,601 (57%) | 16,031 (60%) | 17,915 (63%) | 20,342 (68%) | 21,943 (73%) | 21,032 (73%) | 22,122 (73%) | 23,304 (73%) | 24,145 | 25,271 |
| Údaje Mezinárodního měnového fondu |              |              |              |              |              |              |              |              |              |              |              |        |        |

Nominální HDP v mezinárodních dolarech.
| 2000                               | 2001  | 2002  | 2003  | 2004  | 2005  | 2006   | 2007   | 2008   | 2009   | 2010   | 2011   | 2012   | 2013   |
| ---------------------------------- | ----- | ----- | ----- | ----- | ----- | ------ | ------ | ------ | ------ | ------ | ------ | ------ | ------ |
| 3,791                              | 3,926 | 4,562 | 6,197 | 7,845 | 8,902 | 10,367 | 13,913 | 17,500 | 16,122 | 16,050 | 17,644 | 16,726 | 17,099 |
| Údaje Mezinárodního měnového fondu |       |       |       |       |       |        |        |        |        |        |        |        |        |